# Mark Titley
Mark Titley (Swansea, 3 maggio 1959) è un ex rugbista a 15 gallese, che giocava come tre quarti ala.
Ha indossato la maglia della Nazionale gallese per la prima volta il 12 novembre 1983 a Bucarest, contro la Romania (la sua squadra perse 24-6).

La sua ultima presenza con la nazionale risale al 17 febbraio 1990 contro l'Inghilterra (34-6 per gli inglesi).

## Statistiche
- Presenze in nazionale scozzese (CAP): 15.
- Punti segnati con la nazionale gallese: 16 (4 mete).
- Cinque Nazioni disputati: 1984, 1985, 1986 e 1990.